# Aston Ignatius Chichester
Aston Ignatius Sebastian Joseph Chichester SI (ur. 22 maja 1879 w Ostendzie, zm. 24 października 1962 w Rzymie) – angielski duchowny rzymskokatolicki, misjonarz, jezuita, wikariusz apostolski i arcybiskup Salisbury.

## Biografia

### Młodość i prezbiteriat
Urodził się w Ostendzie, w Belgii, w katolickiej rodzinie pochodzącej z Devonu. Kształcił się w Mount St Mary's College w pobliżu Sheffield. W 1897 wstąpił do Towarzystwa Jezusowego. 21 września 1913 przyjął święcenia prezbiteriatu i został kapłanem swojego zakonu. Pracował w kolegium w Wimbledonie oraz Beaumont College w Old Windsor, w obu jako nauczyciel i rektor.
W 1929 wyjechał na misje do Rodezji Południowej, gdzie według niektórych źródeł został prefektem apostolskim Salisbury.

### Episkopat
24 lutego 1931 papież Pius XII mianował go wikariuszem apostolskim Salisbury oraz biskupem tytularnym ubazyjskim. 19 lipca 1931 przyjął sakrę biskupią z rąk delegata apostolskiego w Afryce abpa Bernarda Gijlswijka OP. Współkonsekratorami byli wikariusz apostolski Mariannhill Adalbero Joseph Fleischer CMM oraz wikariusz apostolski Transwalu David O’Leary OMI.
Był pierwszym kapłanem pracującym w Rodezji Południowej, który otrzymał nominację biskupią. Zaangażował się w afrykanizację rodezyjskiego Kościoła. W jezuickiej misji Chishawasha, w pobliżu Salisbury, założył seminarium duchowne kształcące rodzime duchowieństwo. Założył także pierwszą żeńską kongregację zakonną dla rdzennych sióstr. Na terenie swojego wikariatu otwierał liczne misje, szkoły i szpitale.
1 stycznia 1955 papież Pius XII erygował pierwsze rodezyjskie diecezje. Wikariat apostolski Salisbury został wówczas podniesiony do rangi archidiecezji. Tym samym bp Chichester został arcybiskupem Salisbury.
23 listopada 1956 przeszedł na emeryturę. Otrzymał wówczas od papieża arcybiskupstwo tytularne Velebusdus. Początkowo pozostał przy katedrze, później pracował jako kapelan podstołecznej Szkoły im. Marcina de Porrèsa w Martindale. 
Jako ojciec soborowy wziął udział w pierwszej sesji soboru watykańskiego II. Podczas jego obrad przewrócił się na schodach Bazyliki św. Piotra i w wyniku doznanych obrażeń zmarł. Pochowany został w krypcie Towarzystwa Jezusowego na rzymskim cmentarzu Campo Verano.
W 2009 jego szczątki zostały ekshumowane i przewiezione do Zimbabwe. 14 marca 2009 odbył się jego ponowny pogrzeb w Chishawashe, na terenie której został pochowany.